# Championnats du monde de cyclo-cross 1950
Navigation
Édition suivante
Les championnats du monde de cyclo-cross 1950 ont lieu le 4 mars 1950 en banlieue parisienne, au Plateau de Gravelle, en France. Une épreuve masculine est au programme.

## Podiums
| Épreuves | Or         | Argent         | Bronze       |
| -------- | ---------- | -------------- | ------------ |
| Élites   | Jean Robic | Roger Rondeaux | Pierre Jodet |

## Classement des élites
| Pos. | Cycliste               | Pays       |    | Temps       |
| ---- | ---------------------- | ---------- | -- | ----------- |
| 1    | Jean Robic             | France     | en | 51 min 44 s |
| 2    | Roger Rondeaux         | France     | +  | 0 s         |
| 3    | Pierre Jodet           | France     |    | 1 min 58 s  |
| 4    | Georges Meunier        | France     |    | 2 min 47 s  |
| 5    | Nello Sforacchi        | Italie     |    |             |
| 6    | Martin Metzger         | Suisse     |    |             |
| 7    | Sergio Toigo           | Italie     |    |             |
| 8    | Georges Vandermeirsch  | Belgique   |    |             |
| 9    | Roland Fantini         | Suisse     |    |             |
| 10   | Eugène Jacobs          | Belgique   |    |             |
| 11   | Louis Michiels         | Belgique   |    |             |
| 12   | Firmin Van Kerrebroeck | Belgique   |    |             |
| 13   | Albert Meier           | Suisse     |    |             |
| 14   | Domenico Pinchi        | Italie     |    |             |
| 15   | Luigi Malabrocca       | Italie     |    |             |
| 16   | Pitty Scheer           | Luxembourg |    |             |
| 17   | Jean Igel              | Luxembourg |    |             |
| 18   | Roger Jacobs           | Luxembourg |    |             |
| 19   | Fernand Bosseler       | Luxembourg |    |             |
| 20   | Boleslas Czapala       | Pologne    |    |             |
| 21   | Christian Wosik        | Pologne    |    |             |

## Tableau des médailles
| Rang | Nation | Or | Argent | Bronze | Total |
| ---- | ------ | -- | ------ | ------ | ----- |
| 1    | France | 1  | 1      | 1      | 3     |